# زنگ جینیان
زنگ جینیان (چینی: 曾金燕 زاده ۹ اکتبر ۱۹۸۳) یک متخصص چینی و فعال حقوق بشر و یک وبلاگ‌نویس است. زنگ همسر هو یا یک فعال محیط‌زیست و برنده جایزه ساخاروف است.

## فعالیت سیاسی
زنگ جینیان به دنبال بلاگی که در پی ناپدید شدن همسرش منتشر کرد معروف شد، اعتقاد او بر این بود که این کار پلیس مخفی چین بوده‌است. زنگ در اوت ۲۰۰۶ به دلیل افشاگری با وبلاگش تحت حبس خانگی و مراقبت دائمی و مورد آزار و اذیت پلیس قرار گرفت، انتشار بلاگ او در چین ممنوع شد. زنگ تلاش کرد تا قبل از ناپدید شدنش در روز ۲۷ ژوئیه ۲۰۰۸ وبلاگ خود را به روز نگه‌دارد، هو یا و زنگ جینیان یک مستند ۳۱ دقیقه‌ای به نام «زندانیان شهر آزادی» را که از اوت ۲۰۰۶ تا مارس ۲۰۰۷ دوران حبس خانگی‌شان را مستند کرده بودند منتشر کنند و همین باعث افزایش حبس خانگی این زوج شد، آن‌ها دوباره به مدت دو ماه در ۱۸ مه ۲۰۰۷ به اتهام صدمه زدن به امنیت کشور، تحت بازداشت خانگی قرار گرفتند.زنگ جینیان اکنون به تیان‌آنمن دوم معروف شده‌است و مجله تایمز او را به عنوان یک وبلاگ‌نویس پیشگام و جزو ۱۰۰ قهرمان برگزیده و اثرگذار سال ۲۰۰۷ معرفی کرد. یک روز قبل از گشایش مراسم افتتاحیه بازی‌های المپیک تابستانی ۲۰۰۸ در پکن، زنگ جینیان به همراه همسر و دختر بچه‌اش ناپدید شدند. او سابقاً در هنگ کنگ زندگی می‌کرد. در حال حاضر، او عضو انجمن حقوق بشر اوک در کالج کالبی در واترویل ایالت مین در آمریکا است.